# Gran Premio motociclistico di Catalogna 2003
Il Gran Premio motociclistico di Catalogna 2003 corso il 15 giugno, è stato il sesto Gran Premio della stagione 2003 del motomondiale e ha visto vincere: la Ducati di Loris Capirossi in MotoGP, Randy de Puniet nella classe 250 e Daniel Pedrosa nella classe 125.
Prima vittoria nel motomondiale per il pilota francese De Puniet e prima vittoria in MotoGP per la Ducati.

## MotoGP
Kenny Roberts Jr non partecipa a questo Gran Premio per infortunio.

### Arrivati al traguardo
| Pos. | Nº | Pilota           | Squadra                   | Motocicletta       | Giri | Tempo     | Griglia | Punti |
| ---- | -- | ---------------- | ------------------------- | ------------------ | ---- | --------- | ------- | ----- |
| 1º   | 65 | Loris Capirossi  | Ducati Marlboro           | Ducati Desmosedici | 25   | 44:21.758 | 2       | 25    |
| 2º   | 46 | Valentino Rossi  | Repsol Honda              | Honda RC211V       | 25   | +3.075    | 1       | 20    |
| 3º   | 15 | Sete Gibernau    | Telefónica Movistar Honda | Honda RC211V       | 25   | +4.344    | 4       | 16    |
| 4º   | 7  | Carlos Checa     | Fortuna Yamaha            | Yamaha YZR-M1      | 25   | +4.935    | 8       | 13    |
| 5º   | 56 | Shin'ya Nakano   | d'Antín Yamaha            | Yamaha YZR-M1      | 25   | +5.003    | 6       | 11    |
| 6º   | 11 | Tōru Ukawa       | Camel Pramac Pons         | Honda RC211V       | 25   | +20.587   | 11      | 10    |
| 7º   | 6  | Makoto Tamada    | Pramac Honda              | Honda RC211V       | 25   | +22.982   | 10      | 9     |
| 8º   | 4  | Alex Barros      | Gauloises Yamaha          | Yamaha YZR-M1      | 25   | +24.989   | 5       | 8     |
| 9º   | 69 | Nicky Hayden     | Repsol Honda              | Honda RC211V       | 25   | +27.159   | 18      | 7     |
| 10º  | 12 | Troy Bayliss     | Ducati Marlboro           | Ducati Desmosedici | 25   | +30.376   | 12      | 6     |
| 11º  | 23 | Ryūichi Kiyonari | Telefónica Movistar Honda | Honda RC211V       | 25   | +33.193   | 20      | 5     |
| 12º  | 41 | Noriyuki Haga    | Alice Aprilia Racing      | Aprilia RS Cube    | 25   | +40.443   | 15      | 4     |
| 13º  | 33 | Marco Melandri   | Fortuna Yamaha            | Yamaha YZR-M1      | 25   | +40.445   | 14      | 3     |
| 14º  | 3  | Max Biaggi       | Camel Pramac Pons         | Honda RC211V       | 25   | +42.325   | 9       | 2     |
| 15º  | 21 | John Hopkins     | Suzuki Grand Prix         | Suzuki GSV-R       | 25   | +48.659   | 13      | 1     |
| 16º  | 9  | Nobuatsu Aoki    | Proton Team KR            | Proton KR5         | 25   | +1:04.721 | 21      |       |
| 17º  | 8  | Garry McCoy      | Kawasaki Racing           | Kawasaki ZX-RR     | 25   | +1:36.914 | 19      |       |

### Ritirati
| Nº | Pilota            | Squadra              | Motocicletta    | Giri | Griglia |
| -- | ----------------- | -------------------- | --------------- | ---- | ------- |
| 19 | Olivier Jacque    | Gauloises Yamaha     | Yamaha YZR-M1   | 12   | 3       |
| 45 | Colin Edwards     | Alice Aprilia Racing | Aprilia RS Cube | 6    | 7       |
| 48 | Akira Yanagawa    | Kawasaki Racing      | Kawasaki ZX-RR  | 0    | 16      |
| 88 | Andrew Pitt       | Kawasaki Racing      | Kawasaki ZX-RR  | 0    | 22      |
| 99 | Jeremy McWilliams | Proton Team KR       | Proton KR5      | 0    | 17      |

## Classe 250

### Arrivati al traguardo
| Pos. | Nº | Pilota               | Squadra                     | Motocicletta | Giri | Tempo     | Griglia | Punti |
| ---- | -- | -------------------- | --------------------------- | ------------ | ---- | --------- | ------- | ----- |
| 1º   | 7  | Randy de Puniet      | Safilo Oxydo-LCR            | Aprilia      | 23   | 41:59.893 | 1       | 25    |
| 2º   | 10 | Fonsi Nieto          | Repsol Telefonica Movistar  | Aprilia      | 23   | +0.244    | 6       | 20    |
| 3º   | 14 | Anthony West         | Zoppini Abruzzo             | Aprilia      | 23   | +2.641    | 9       | 16    |
| 4º   | 24 | Toni Elías           | Repsol Telefonica Movistar  | Aprilia      | 23   | +4.329    | 3       | 13    |
| 5º   | 8  | Naoki Matsudo        | Yamaha Kurz                 | Yamaha       | 23   | +7.896    | 7       | 11    |
| 6º   | 21 | Franco Battaini      | Campetella Racing           | Aprilia      | 23   | +11.432   | 4       | 10    |
| 7º   | 5  | Sebastián Porto      | Telefonica Movistar jnr     | Honda        | 23   | +11.883   | 5       | 9     |
| 8º   | 50 | Sylvain Guintoli     | Campetella Racing           | Aprilia      | 23   | +15.761   | 10      | 8     |
| 9º   | 3  | Roberto Rolfo        | Fortuna Honda               | Honda        | 23   | +24.270   | 8       | 7     |
| 10º  | 11 | Joan Olivé           | Aspar Junior                | Aprilia      | 23   | +29.370   | 14      | 6     |
| 11º  | 6  | Alex Debón           | Troll Honda BQR             | Honda        | 23   | +32.091   | 17      | 5     |
| 12º  | 30 | Klaus Nöhles         | Aprilia Germany             | Aprilia      | 23   | +34.948   | 12      | 4     |
| 13º  | 16 | Johan Stigefelt      | Zoppini Abruzzo             | Aprilia      | 23   | +44.259   | 13      | 3     |
| 14º  | 36 | Erwan Nigon          | Equipe de France - Scrab GP | Aprilia      | 23   | +46.384   | 15      | 2     |
| 15º  | 15 | Christian Gemmel     | Kiefer Castrol-Honda Racing | Honda        | 23   | +59.767   | 19      | 1     |
| 16º  | 52 | Lukáš Pešek          | Yamaha Kurz                 | Yamaha       | 23   | +1:36.297 | 22      |       |
| 17º  | 98 | Katja Poensgen       | Dark Dog Molenaar           | Honda        | 22   | +1 giro   | 26      |       |
| 18º  | 18 | Henk van de Lagemaat | Dark Dog Molenaar           | Honda        | 22   | +1 giro   | 24      |       |

### Ritirati
| Nº | Pilota            | Squadra                     | Motocicletta | Giri | Griglia |
| -- | ----------------- | --------------------------- | ------------ | ---- | ------- |
| 96 | Jakub Smrž        | Elit Grand Prix             | Honda        | 22   | 21      |
| 54 | Manuel Poggiali   | MS Aprilia                  | Aprilia      | 12   | 2       |
| 33 | Héctor Faubel     | Aspar Junior                | Aprilia      | 10   | 16      |
| 26 | Alex Baldolini    | Matteoni Racing             | Aprilia      | 10   | 23      |
| 9  | Hugo Marchand     | Equipe de France - Scrab GP | Aprilia      | 5    | 11      |
| 31 | Christophe Rastel | Oscar Competition           | Honda        | 5    | 27      |
| 57 | Chaz Davies       | Aprilia Germany             | Aprilia      | 3    | 20      |
| 34 | Eric Bataille     | Troll Honda BQR             | Honda        | 1    | 18      |

### Non partito
| Nº | Pilota        | Squadra    | Motocicletta | Griglia |
| -- | ------------- | ---------- | ------------ | ------- |
| 40 | Álvaro Molina | MAS Racing | Aprilia      | 25      |

## Classe 125

### Arrivati al traguardo
| Pos. | Nº | Pilota            | Squadra                   | Motocicletta | Giri | Tempo     | Griglia | Punti |
| ---- | -- | ----------------- | ------------------------- | ------------ | ---- | --------- | ------- | ----- |
| 1º   | 3  | Daniel Pedrosa    | Telefonica Movistar jnr   | Honda        | 22   | 41:16.672 | 6       | 25    |
| 2º   | 12 | Thomas Lüthi      | Elit Grand Prix           | Honda        | 22   | +0.137    | 14      | 20    |
| 3º   | 15 | Alex De Angelis   | Globet.com Racing         | Aprilia      | 22   | +0.315    | 5       | 16    |
| 4º   | 17 | Steve Jenkner     | Exalt Cycle Red Devil     | Aprilia      | 22   | +1.589    | 8       | 13    |
| 5º   | 7  | Stefano Perugini  | Abruzzo Racing            | Aprilia      | 22   | +19.874   | 9       | 11    |
| 6º   | 48 | Jorge Lorenzo     | Caja Madrid Derbi Racing  | Derbi        | 22   | +22.560   | 11      | 10    |
| 7º   | 36 | Mika Kallio       | Ajo Motorsports           | Honda        | 22   | +22.647   | 19      | 9     |
| 8º   | 23 | Gino Borsoi       | Globet.com Racing         | Aprilia      | 22   | +22.856   | 18      | 8     |
| 9º   | 79 | Gábor Talmácsi    | Exalt Cycle Red Devil     | Aprilia      | 22   | +22.916   | 12      | 7     |
| 10º  | 10 | Roberto Locatelli | KTM-Red Bull              | KTM          | 22   | +23.415   | 23      | 6     |
| 11º  | 42 | Gioele Pellino    | Sterilgarda Racing        | Aprilia      | 22   | +31.815   | 13      | 5     |
| 12º  | 6  | Mirko Giansanti   | Matteoni Racing           | Aprilia      | 22   | +34.948   | 20      | 4     |
| 13º  | 63 | Mike Di Meglio    | Freesoul Racing           | Aprilia      | 22   | +40.938   | 15      | 3     |
| 14º  | 1  | Arnaud Vincent    | KTM-Red Bull              | KTM          | 22   | +41.163   | 17      | 2     |
| 15º  | 24 | Simone Corsi      | Team Scot                 | Honda        | 22   | +41.405   | 16      | 1     |
| 16º  | 58 | Marco Simoncelli  | Matteoni Racing           | Aprilia      | 22   | +41.888   | 22      |       |
| 17º  | 22 | Pablo Nieto       | Master-MXOnda-Aspar       | Aprilia      | 22   | +51.330   | 1       |       |
| 18º  | 50 | Andrea Ballerini  | Metis Gilera Racing       | Gilera       | 22   | +51.993   | 26      |       |
| 19º  | 32 | Fabrizio Lai      | Semprucci Angaia Malaguti | Malaguti     | 22   | +52.289   | 21      |       |
| 20º  | 25 | Imre Tóth         | Team Hungary              | Honda        | 22   | +54.364   | 30      |       |
| 21º  | 11 | Max Sabbatani     | Abruzzo Racing            | Aprilia      | 22   | +1:08.127 | 33      |       |
| 22º  | 8  | Masao Azuma       | Ajo Motorsports           | Honda        | 22   | +1:09.768 | 24      |       |
| 23º  | 70 | Sergio Gadea      | Racing Team Gadea         | Aprilia      | 22   | +1:22.794 | 27      |       |
| 24º  | 31 | Julián Simón      | Semprucci Angaia Malaguti | Malaguti     | 22   | +1:32.672 | 28      |       |
| 25º  | 82 | Jordi Carchano    | TMR Competicio            | Honda        | 22   | +1:40.507 | 35      |       |
| 26º  | 78 | Peter Lenart      | Metasystem Racing Service | Honda        | 22   | +1:40.604 | 36      |       |
| 27º  | 21 | Leon Camier       | Metasystem Racing Service | Honda        | 22   | +1:40.730 | 32      |       |
| 28º  | 19 | Álvaro Bautista   | Seedorf Racing            | Aprilia      | 17   | +5 giri   | 29      |       |

### Ritirati
| Nº | Pilota            | Squadra                  | Motocicletta | Giri | Griglia |
| -- | ----------------- | ------------------------ | ------------ | ---- | ------- |
| 34 | Andrea Dovizioso  | Team Scot                | Honda        | 15   | 2       |
| 80 | Héctor Barberá    | Master-MXOnda-Aspar      | Aprilia      | 15   | 4       |
| 69 | David Bonache     | 4 Racing                 | Honda        | 14   | 31      |
| 4  | Lucio Cecchinello | Safilo Oxydo-LCR         | Aprilia      | 13   | 3       |
| 41 | Yōichi Ui         | Sterilgarda Racing       | Aprilia      | 11   | 7       |
| 26 | Emilio Alzamora   | Caja Madrid Derbi Racing | Derbi        | 10   | 25      |
| 27 | Casey Stoner      | Safilo Oxydo-LCR         | Aprilia      | 9    | 10      |
| 14 | Chris Martin      | Seedorf Racing           | Aprilia      | 7    | 34      |

### Non qualificato
| Nº | Pilota        | Squadra        | Motocicletta |
| -- | ------------- | -------------- | ------------ |
| 81 | Ismael Ortega | Seedorf Racing | Aprilia      |